# François Gesthuizen
Franciscus Johannes Antonius (François) Gesthuizen (Millingen aan de Rijn, 18 september 1972) is een Nederlands voormalig voetballer en huidig voetbaltrainer.

## Spelerscarrière
Gesthuizen begon met voetballen bij MVV '18 in zijn geboorteplaats. Hierna speelde hij in de jeugd bij SV Hatert, N.E.C. en PSV. Hij debuteerde als middenvelder in het seizoen 1992/93 op huurbasis bij NAC, waarvoor hij 82 wedstrijden speelde. Met de Brabanders wist hij in het eerste seizoen promotie af te dwingen. In 1994 nam NAC hem over van PSV.
In 1997 stapte hij over naar Fortuna Sittard. Hij speelde in drie seizoenen meer dan 50 wedstrijden voor de Limburgers. In 2000 verkaste Gesthuizen naar Cambuur Leeuwarden, waar hij twee seizoenen zou blijven. In 2002 vertrok hij naar TOP Oss, waar hij drie jaar later, in 2005, zijn profcarrière beëindigde.
Hij speelde in totaal 216 wedstrijden in het betaald voetbal, waarin hij 12 keer wist te scoren. Als amateurvoetballer ging hij nog tot 2008 door bij JVC Cuijk in de Hoofdklasse.

## Interlandcarrière
Gesthuizen was Nederlands jeugdinternational. Hij maakte deel uit van de Nederlandse selectie op het Europees kampioenschap voetbal onder 16 - 1989.

## Trainerscarrière
Gesthuizen begon zijn trainerscarrière bij zijn laatste profclub: TOP Oss. Voor deze club werkte hij enkele jaren als jeugdtrainer bij de regionale Voetbal Academie N.E.C./FC Oss, voor onder meer de B1. Later vertrok hij naar de voetbalacademie van Willem II en RKC Waalwijk.
In 2010 begon hij als hoofdtrainer in het amateurvoetbal bij de derdeklasser VV Rood Wit uit Breedeweg, waar hij in zijn eerste seizoen kampioen werd. Na dit seizoen vertrok hij naar de hoofdklasser Blauw Geel '38 uit Veghel. In zijn eerste seizoen eindigde hij op de tweede plaats achter VV Gemert en in zijn tweede seizoen op de vijfde plaats.
Gesthuizen tekende in juni 2013 een contract voor 2 jaar bij Achilles '29 uit Groesbeek. Arno Arts werd lang gezien als favoriet om Jan van Deinsen op te volgen, maar volgens voorzitter Harrie Derks voldeden beide mannen aan het profiel van de nieuwe hoofdcoach: een jonge oud-prof uit de regio. De Groesbekers speelden dat seizoen voor het eerst in de Jupiler League. In Gesthuizens debuut in de Eerste Divisie speelde Achilles met 2-2 gelijk bij FC Emmen. In hun debuutseizoen eindigde Achilles '29 op de laatste plaats.
In oktober 2014 werd bekend dat Gesthuizens aflopende contract bij Achilles niet verlengd zou worden en dat hij opgevolgd werd door Eric Meijers. In mei 2015 slaagde Gesthuizen voor de cursus Coach Betaald Voetbal. Achilles '29 hield in het seizoen 2014/15 twee ploegen onder zich op de ranglijst. In juni 2015 werd Gesthuizen aangesteld als trainer van SV DFS uit Opheusden. In de zomer van 2016 stapte hij over naar FC Oss. Op 15 maart 2017 werd hij vervolgens ontslagen na een 2-7 thuisnederlaag tegen SC Cambuur. FC Oss stond op dat moment 17e in de Jupiler League.
Vanaf het seizoen 2017/18 traint Gesthuizen de onder 17 van de Voetbal Academie N.E.C./FC Oss en is hij analist voor het eerste team van N.E.C.. In het seizoen 2019/20 was hij gedeeld hoofdtrainer van N.E.C. samen met Adrie Bogers en Rogier Meijer waarbij hij naar voren trad in de media. Medio 2020 werd hij trainer van de onder 18 bij de club uit Nijmegen. In 2021 liep zijn contract bij N.E.C. af en vervolgens werd hij assistent van Jan de Jonge bij De Treffers in de Tweede divisie. Nadat De Jonge in oktober 2021 naar Turkije vertrok, werd Gesthuizen hoofdtrainer van De Treffers. Onder zijn leiding draaide De Treffers aanvankelijk in de top van de Tweede Divisie mee en zijn contract werd verlengd. Na een reeks waarin in acht wedstrijden maar een punt werd behaald, werd Gesthuizen begin april 2022 ontslagen. In 2024 ging hij SC Millingen trainen.